# لويجي مارفوت
لويجي مارفوت (بالإيطالية: Luigi Marfut)‏ (16 أبريل 1904 – 1980) هو ملاكم إيطالي راحل، مثّل بلاده في الألعاب الأولمبية الصيفية 1924.

## روابط خارجية
لويجي مارفوت على موقع أوليمبيديا (الإنجليزية)